# Piloto de armada
En España, se denominaban pilotos de armada a cualquiera de los que procedentes de los suprimidos colegios de San Telmo, embarcaban en los bajeles de guerra en el número y clase prevenido por reglamento. 
El más graduado o antiguo de los embarcados tenía a su cargo todos los efectos necesarios para el desempeño de su profesión, así como las banderas, faroles de seña, correderas, ampolletas, etc., estándoles subordinados todos los inferiores en su clase y los que custodiaban los efectos indicados. Todos tenían obligación de llevar puntualmente el diario de navegación y de dar al mediodía al comandante del buque una papeleta expresiva de la latitud observada y del punto de situación de la nave. Por este mero hecho se concedía a los primeros la graduación de alférez de fragata.